# 奇点 (数学)
在數學中，奇異點或奇點（英語：Singularity），是数学对象中無法定义的點。一般來說，可以分成兩種狀況：
- 這個點的值在數學上沒有定義。例如，一個除以零的點。函數{\displaystyle f(x)=1/x}在{\displaystyle x=0}的點，是一個奇異點；這個點有個性質－它趋向于無限。然而，在數學中，無限的值是沒有定義的。在物理中，也儘量避免或除去導致無限的點，雖然在宇宙学中有引力奇點（黑洞奇點）。
- 或者，在某方面來說，這個點破壞了該數學物件的整體一致性。這個點被稱為病態的，是良态的反義。一般的例子是：
  - 光滑的曲線或平面（光滑函数）上的尖點，它破壞了該函數的可微性。
  - 連續的曲線中一個斷掉的點，它破壞了該曲線的連續性。

## 不可微的點
就可微性來說：
- 曲線{\displaystyle y^{2}=x}在{\displaystyle x=0}的點是該曲線的奇異點，因為該點的切線是垂直的。垂直切線（vertical tangent）的斜率是無限，所以該點不可微。
- 绝对值函數{\displaystyle f(x)=\left|x\right|}在{\displaystyle x=0}的點是該函數的奇異點，因為在該點上無法決定斜率，所以該點不可微。
- 代數集合{\displaystyle \{(x,y):\left|x\right|=\left|y\right|\}}在{\displaystyle x=0}的點是奇異點，因為該點不可微。

## 不連續的點
在實變數分析中，奇點是不连续点，或是导数的不連續點。

## 複分析
在複分析中，有四类奇点，如下所述。假定U為複數集C的一個開子集，a是U內的一元素，而f為定義在去心鄰域U \ {a}下的復可微函數。
- 孤立奇點：假定f即使定義在U \ {a}，但未定義於a。
  - 可去奇點
  - 極點
  - 本性奇點
- 分支點：扼要的說，支點通常是多值函數的支割线的結果，諸如{\displaystyle {\sqrt {z}}}或{\displaystyle \log {z}}定義在確實的範圍內，使得它的呈現如同單值函數。
- 非孤立奇點

## 外部連結
- Q: What are singularities? Do they exist in nature?（页面存档备份，存于）
- PhysicsForums > Singularity (Wikipedia and Mathworld definitions)（页面存档备份，存于）
- Wolfram MathWorld > Singularity（页面存档备份，存于）
- Collected Papers of Salomon Bochner, Singularities and Discontinuities（页面存档备份，存于）